# 寺西圓治郎
寺西 圓治郎（てらにし えんじろう、1874年（明治7年）12月12日 - 没年不明）は、日本の政治家、地主、資産家、篤農家。大阪府会議員、大阪市会議員、大阪府東成郡城北村長。族籍は大阪府平民。

## 経歴
大阪府東成郡城北村大字荒生出身。寺西長七の長男。1898年、家督を相続する。大阪学館に漢数学を学ぶ。
農業を営む。1902年、満29の時に城北村村会議員に選ばれる。1908年、村長に就任する。殖産興業、土木、衛生、教育等に尽くし、只管村政の拡張に献身的努力を示す。
所得税調査委員、郡会議員、城北青年団団長、東成郡参事会員、同郡教育会副会長、同郡青年団副団長等を兼任し1919年6月に大阪府会議員補欠選挙に立候補して当選、続いて府参事会員に挙げられる。国東鉄道、京阪ビルヂング各取締役をつとめる。

## 人物
宗教は真宗（真宗興正派）。住所は大阪府東成郡城北村荒生（のち大阪市旭区生江町）。

## 栄典
- 1928年9月15日 - 藍綬褒章[2]

## 家族・親族
寺西家
寺西家は大阪生江町土着の農家で、傍ら代々質商を営み、庄屋をつとめた家柄である。
- 父・長七[3][4][10]
- 妻・春枝（1880年 - ?、大阪、埜倉勝太郎の妹）[4][8]
- 男・幸雄[11]（1907年 - ?、大阪府多額納税者[11]、地主[11]、国東鉄道取締役[11]） - 1941年、家督を相続する[3]。宗教は真宗[11]。
- 長女[4]
- 二女[4]
- 三女[4]